# St. Vitus (Pullenried)
Die römisch-katholische, denkmalgeschützte Pfarrkirche St. Vitus steht in Pullenried, einem Gemeindeteil der Stadt Oberviechtach im Landkreis Schwandorf der Oberpfalz. Sie gehört zum Dekanat Schwandorf des Bistums Regensburg. Das Bauwerk ist unter der Denkmalnummer D-3-76-151-43 als Baudenkmal in die Bayerische Denkmalliste eingetragen.

## Beschreibung
Die barocke Saalkirche wurde um 1700 erbaut. Sie besteht aus einem Langhaus und einem eingezogenen, dreiseitig geschlossenen Chor im Osten, an dessen Südwand die Sakristei angebaut ist. Auf dem Satteldach des Langhauses, das im Westen abgewalmt ist, erhebt sich ein sechseckiger Giebelreiter, der den Glockenstuhl beherbergt und mit einer Zwiebelhaube bedeckt ist. 
Der Innenraum des Langhauses ist mit einer Flachdecke überspannt. Auf seiner Empore steht eine Orgel. Zur Kirchenausstattung gehört ein um 1730 gebauter Hochaltar, auf dessen Altarretabel Johannes Nepomuk dargestellt ist. An der südlichen Langhausseite befindet sich eine Kreuzigungsgruppe aus dem 19. Jahrhundert.

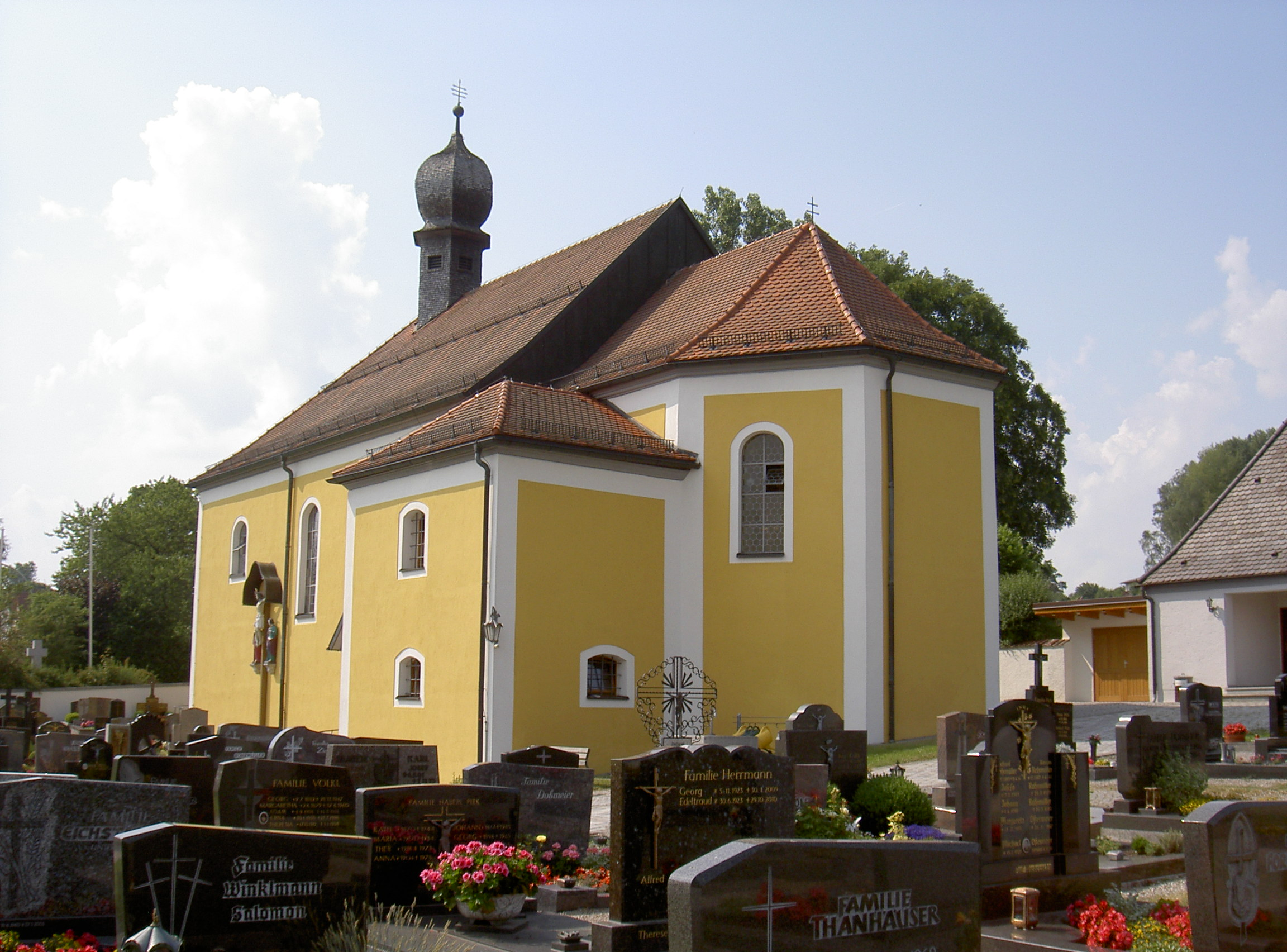
St. Vitus, Pullenried
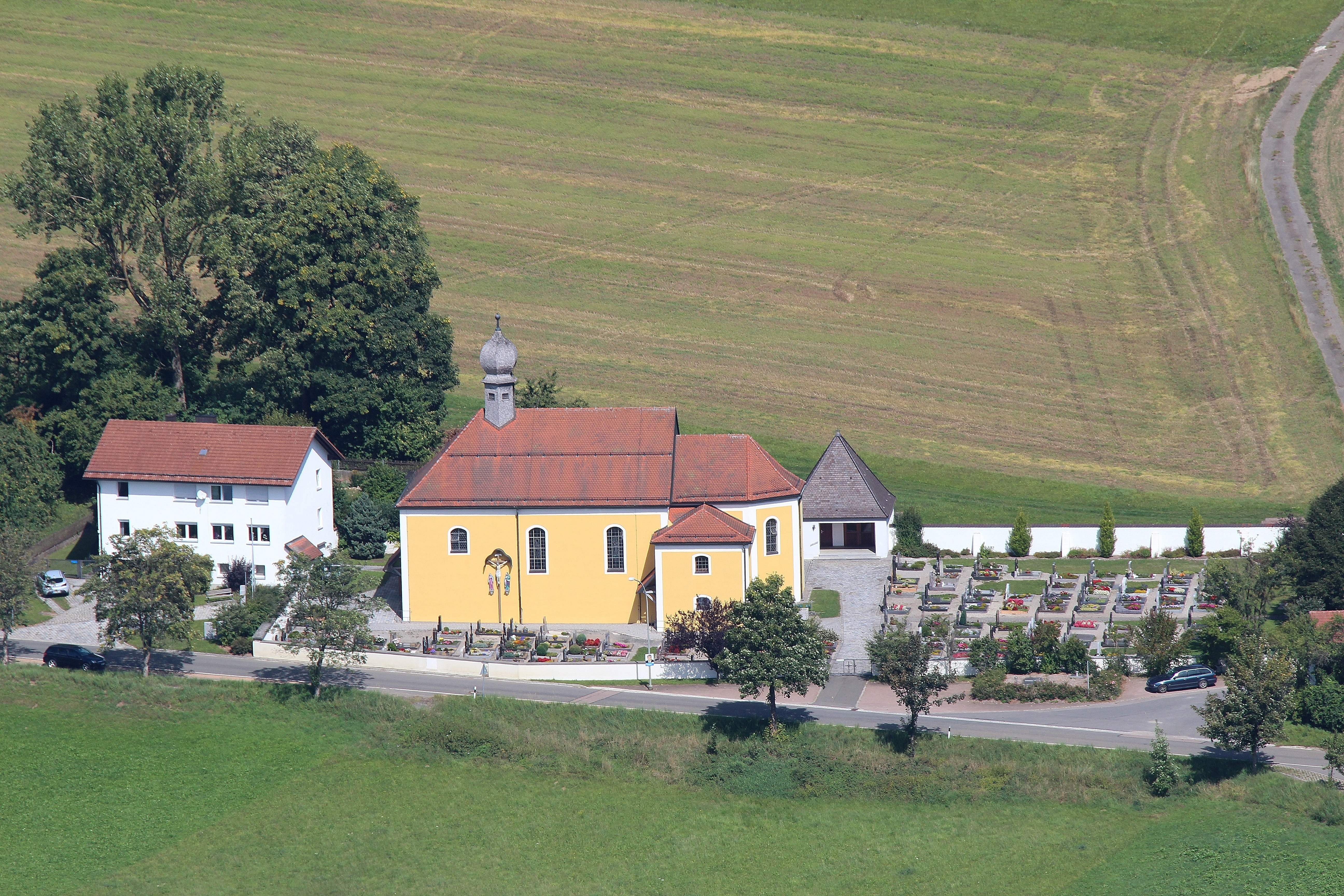
St. Vitus, Pullenried
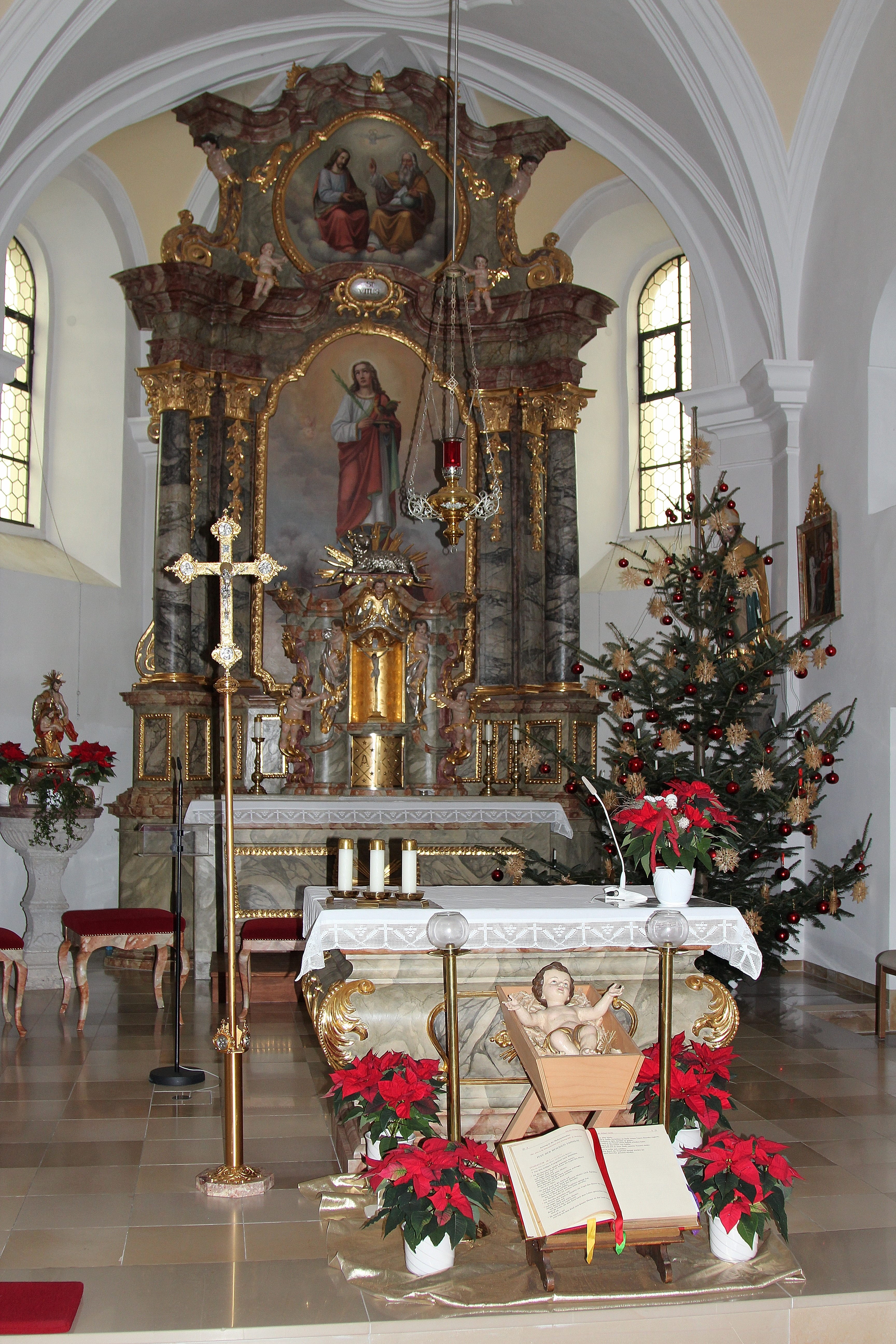
Altar St. Vitus
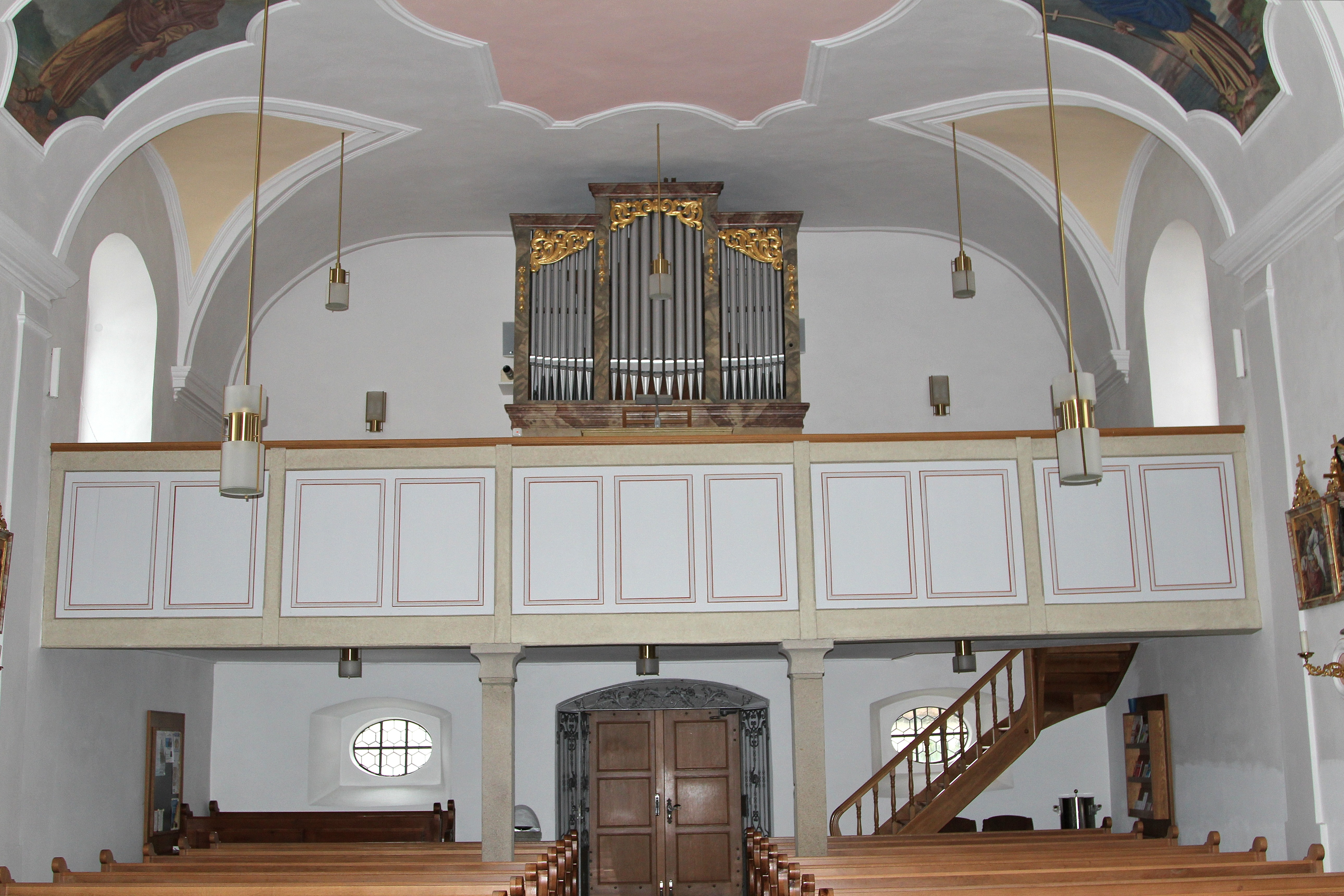
Innenansicht St. Vitus